# Зейбек, Четин
Четин Зейбек (тур. Çetin Zeybek, 12 августа 1932, Бандырма, Балыкесир, Турция — 10 ноября 1990, Бандырма, Балыкесир, Турция) — турецкий футболист, игравший на позиции полузащитника. Выступал, в частности, за клуб «Касымпаша», а также национальную сборную Турции.

## Клубная карьера
Во взрослом футболе дебютировал в 1951 году выступлениями за команду клуба «Касымпаша», цвета которой и защищал на протяжении всей своей карьеры, которая продолжалась десять лет.
Умер 10 ноября 1990 года на 59-м году жизни в городе Бандырма.

## Выступления за сборную
В 1954 году дебютировал в официальных матчах в составе национальной сборной Турции. В течение того года провёл в форме главной команды страны 5 матчей. В составе сборной был участником чемпионата мира 1954 года в Швейцарии.